# Ascyltus lautus
Ascyltus lautus är en spindelart som först beskrevs av Eugen von Keyserling 1881.  Ascyltus lautus ingår i släktet Ascyltus och familjen hoppspindlar. Inga underarter finns listade i Catalogue of Life.